# Anonym.OS

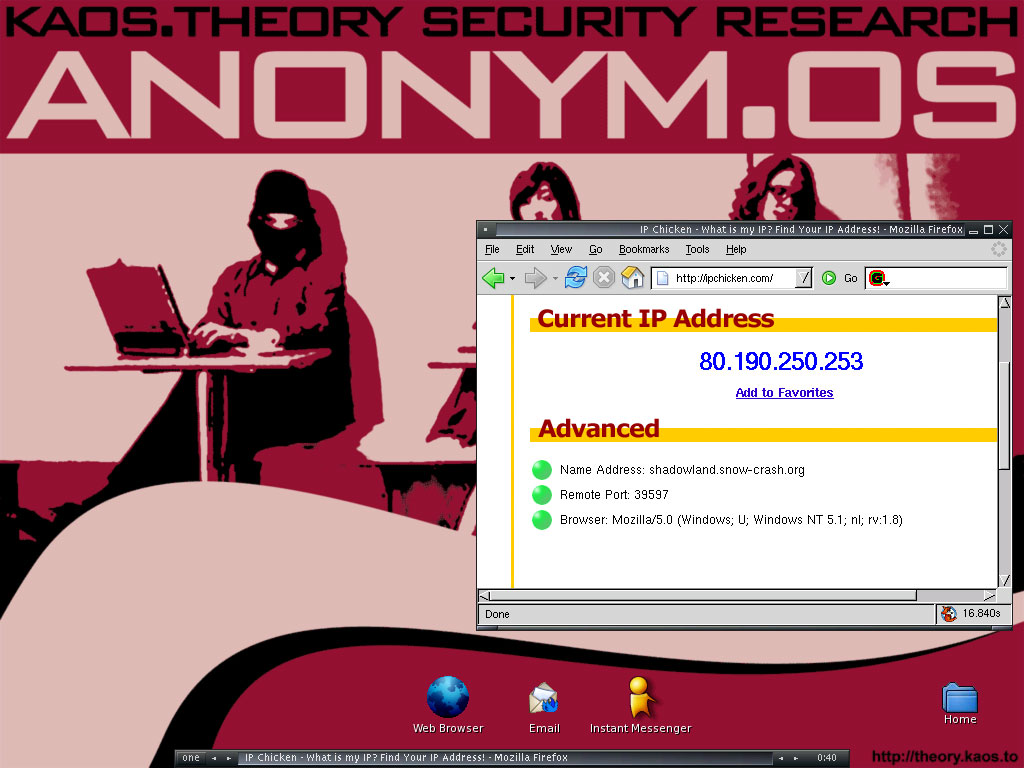
Anonym.os escritorio

Anonym.OS es un sistema operativo LiveCD basado en OpenBSD 3.8, con cifrado de alta seguridad y herramientas de forma anónima. El objetivo del proyecto era proporcionar un acceso seguro anónima la navegación web a los usuarios. El sistema operativo OpenBSD 3.8, aunque muchos paquetes han sido añadidos para facilitar su objetivo. Como gestor de ventanas se utiliza Fluxbox.
Aunque el proyecto no se actualiza más, los sucesores son "FreeSBIE" e "Incognito" Live CD.